# دانشگاه رجینا

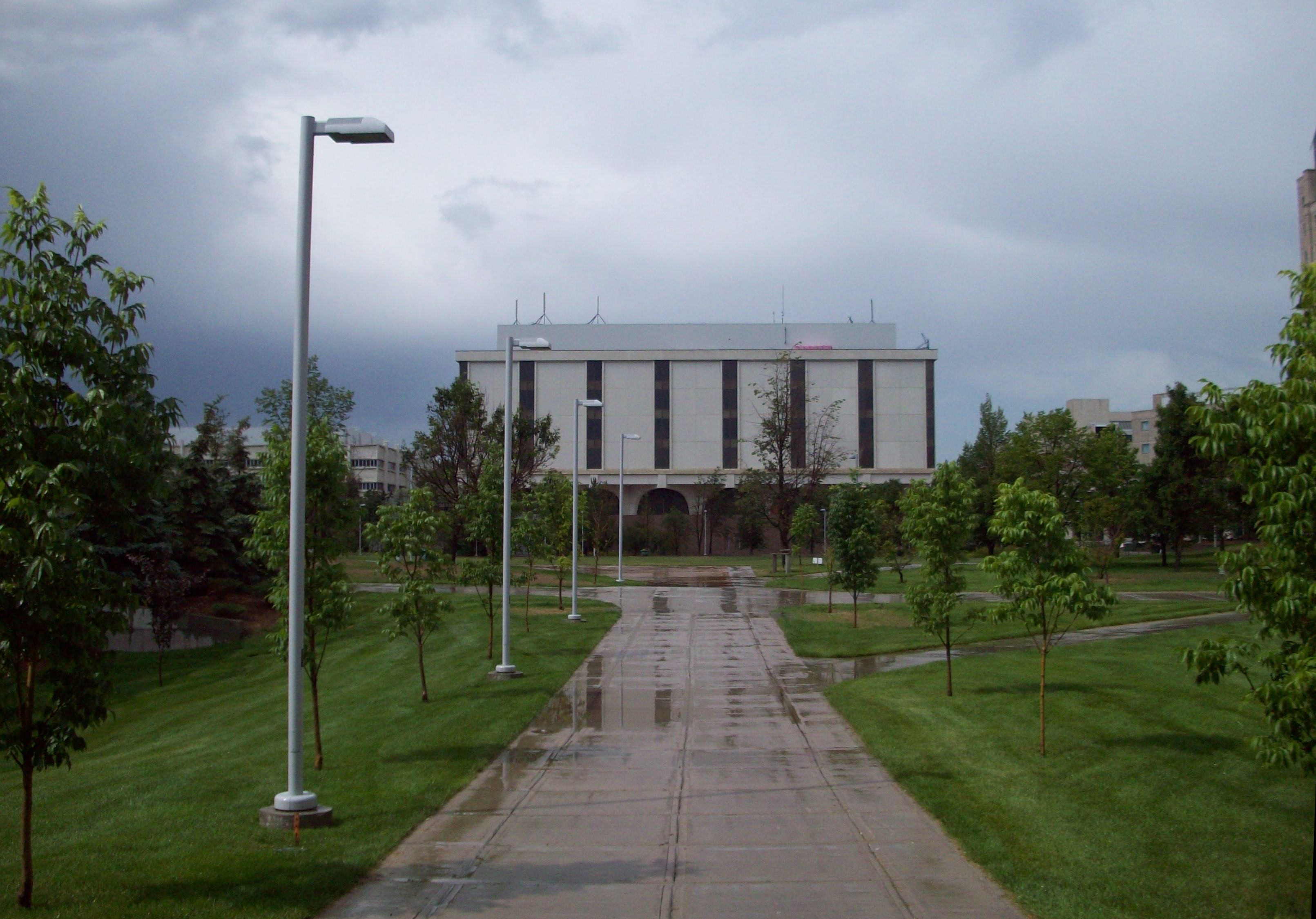
دانشگاه رجینا

دانشگاه رجینا یک دانشگاه تحقیقاتی دولتی است که در رجینا، ساسکاچوان، کانادا واقع شده‌است. در سال ۱۹۱۱ به عنوان یک دبیرستان فرقه‌ای خصوصی کلیسای متدیست کانادا تأسیس شد، در سال ۱۹۲۵ با دانشگاه ساسکاچوان به عنوان یک کالج شروع به همکاری کرد، و در سال ۱۹۳۴ از کلیسا جدا شد و به‌طور کامل به دانشگاه واگذار شد. در سال ۱۹۶۱ به عنوان پردیس رجینا دانشگاه ساسکاچوان به وضعیت اعطای مدرک دست یافت. این دانشگاه در سال ۱۹۷۴ به یک دانشگاه مستقل تبدیل شد. دانشگاه رجینا دارای بیش از ۱۵۰۰۰ دانشجوی تمام‌وقت و پاره‌وقت است. دانشگاه رجینا به‌دلیل تمرکز بر یادگیری تجربی شهرت دارد و علاوه بر قرار دادن آموزش‌های مشارکتی در ۴۱ برنامه، دوره‌های کارآموزی حرفه‌ای و دوره‌های عملی را ارائه می‌دهد.